# Purple (Baroness-Album)
Purple ist das vierte Studioalbum der US-amerikanischen Progressive-Metal-Band Baroness. Es erschien am 18. Dezember 2015 über Abraxan Hymns. Das Lied Shock Me wurde für den Grammy in der Kategorie Best Metal Performance nominiert.

## Entstehung
Während der Tournee Yellow & Green verlor der Tourbusfahrer nahe der englischen Stadt Bath die Kontrolle über das Fahrzeug, das von einer neun Meter hohen Brücke stürzte. Während Sänger John Baizley sich jeweils einen Arm und ein Bein brach, erlitten Schlagzeuger Allen Blickle und Bassist Matt Maggioni Frakturen an der Wirbelsäule. Blickle und Maggioni verließen später die Band und wurden durch Nick Jost und Sebastian Thomson ersetzt.
Als die Band mit dem Songwriting für das neue Album begann, bemerkte insbesondere Sänger John Baizley, dass der Unfall psychische Spuren hinterlassen hatte. Seine ersten Ideen beschrieb er als langsame, sanfte Musik, die seinen Bandkollegen allerdings nicht zusagten. Erst später fanden die Musiker ihre Marschroute für das Album, nach der die Musik weniger experimentell, dafür aber direkter, energischer und härter klingen sollte. Insgesamt ein Jahr schrieb die Band an den Liedern für das neue Album, wobei die neuen Bandmitglieder sich stark am Songwriting beteiligten.

„Durch die Zusammenarbeit mit ihnen waren wir auch in der Lage, mit unseren eigenen Problemen befreiter umzugehen und das Erlebte zu überwinden, es zu besiegen. Gleichzeitig bringen sie auch ein profundes musikalisches Wissen mit, beispielsweise Keyboards und Synthesizer.“

Aufgenommen wurde das Album in den Tarbox Road Studios in Cassagada im Bundesstaat New York. Produziert wurde Purple von Dave Fridmann und der Band. Während der Aufnahmen veröffentlichten die Musiker diverse Making-of-Videos über die Plattform YouTube. Veröffentlicht wurde das Album über das bandeigene Label Abraxan Hymns. Zuvor standen Baroness bei Relapse Records unter Vertrag. Mit dem Vorgängeralbum Yellow & Green lief der Vertrag dort aus und bei den Musikern kam der Wunsch nach Unabhängigkeit auf. Das Albumcover wurde erneut von John Baizley entworfen.

## Hintergrund
Wie schon bei den Vorgängeralben wurde Purple nach einer Farbe, in diesem Fall Purpur, benannt. Im Vorfeld diskutierten die Musiker darüber, die Farbthematik aufzugeben. Gründe zur Farbwahl wollte Baizley nicht nennen. Interpretationen hierzu reichen von der Farbe eines Blutergusses bis zum US-amerikanischen, militärischen Orden Purple Heart, der an verwundete Soldaten verliehen wird.
In dem Lied Shock Me geht es laut John Baizley darum, dass viele Menschen immer aufgeregt und schockiert sein wollen. Nach eigener Aussage war Baizley zuletzt nach dem Unfall mit dem Tourbus schockiert gewesen. Try to Disappear beschreibt den Zwiespalt der Menschen, dass sie einerseits Kontakte zu anderen Menschen suchen, aber gleichzeitig auch Zeit für sich allein haben wollen. Das Lied Kerosene bezieht sich direkt auf den Busunfall, den die Band erlitten hat. In einem Interview erklärte Baizley, dass er sich noch an den Gestank des auslaufenden Dieselkraftstoffs erinnern könne. Statt Diesel wird im Text das Wort Kerosin benutzt, da es laut Baizley besser klingt als Diesel.
Mit dem Lied Chlorine & Wine verarbeitet Baizley seine Zeit im Krankenbett nach dem Unfall. Am Anfang von The Iron Bell hört man das Geräusch eines Scheibenwischers. Die Musiker nahmen das Geräusch im Tourbus auf, als sie in den Allegheny Mountains in einen Schneesturm gerieten. In Desperation Burns geht es darum, dass Sänger John Baizley seit dem Busunfall ständig in einem Zustand der Verzweiflung lebt.

„Manchmal fällt es einem leichter, mit einer Scheißsituation umzugehen, wenn man sie einfach als solche akzeptiert, statt das Problem zu ignorieren. Meiner Erfahrung nach ist es das Beste, wenn dir der Boden unter den Füßen weggezogen wird, dass du deine Pflichten erkennst und dich selbst herausforderst, sie zu erfüllen.“

If I Have to Wake Up (Would You Stop the Rain?) bezieht sich auf die erste halbe Stunde nach dem Busunfall aus der Perspektive von John Baizley. Er wurde aus dem Wrack geborgen und auf die Straße gelegt, als es in Strömen regnete. Zwei nicht verletzte Mitfahrer hielten Regenschirme über Baizley, damit er nicht ertrank. Das abschließende Crossroads of Infinity ist ein kurzes Skit, in dem Baizleys sechsjährige Tochter zu hören ist. Sie spricht drei Sätze aus einem Comic der Reihe Die Fantastischen Vier aus dem Jahre 1966.

## Rezeption

### Rezensionen
Das deutsche Magazin Visions wählte Purple zum Album des Monats. Für Dennis Drögemüller war der schwere Busunfall „ein künstlerischer Glücksfall“ für „eine Band, die heute größer und lebendiger denn je klingt“. Purple sei das Integrationsalbum von Baroness, da die Band „noch nie so gut die Balance zwischen der sludgigen Riff-Power des roten Albums, den progressiven Melodien des blauen und der Zugänglichkeit des gelb-grünen gefunden“ habe, wofür er zehn von zwölf Punkten vergab. Auch im deutschen Metal Hammer wurde Purple als Album des Monats gekürt. Laut Lothar Gerber klingen Baroness auf Purple „wie ein runderneuertes Quartett“. Die beiden neuen Bandmitglieder hätten „den einstigen Sludgern und mittlerweile Rockern spürbar neue Impulse versetzt“. Für eine „geglückte Auferstehung aus Ruinen“, mit der „nicht zwingend zu rechnen gewesen wäre“, vergab Gerber sechs von sieben Punkten. Für Brandon Stosuy vom US-amerikanischen Magazin Pitchfork Media haben Baroness auf Purple „einige ihrer größten und stärksten Lieder ihrer Geschichte geschrieben“. Das Album enthalte darüber hinaus „ihre besten Hooks und Melodien“ und sei „kürzer und präziser als Yellow & Green“ ausgefallen. Stosuy vergab 8,5 von zehn Punkten. Laut Patrick Friedland vom Musikmagazin Monkeypress.de soll die Vinyl-Version im Bezug auf das Mastering deutlich besser sein. Auf der CD-Version „verschmelzen Gitarre, Bass und Drums zu einem nur schwer genießbaren Soundmatsch“.

### Chartplatzierungen
Purple stieg auf Platz 64 der deutschen Albumcharts ein. In den Vereinigten Staaten erreichte das Album Platz 70 der Billboard 200 und in der Schweiz Platz 88. In allen drei Ländern platzierte sich Purple weitaus niedriger als das Vorgängeralbum Yellow & Green. In anderen Ländern konnte sich das Album auf Platz 36 in Norwegen, Platz 75 in den Niederlanden und Platz 91 im flämischen Teil Belgiens platzieren.

### Auszeichnungen
Das deutsche Magazin Visions wählte Purple zum Album des Jahres 2015. Im deutschen Metal Hammer belegte das Album Platz fünf unter den Alben des Jahres, musste sich diese Platzierung allerdings mit dem Album Ire von Parkway Drive teilen.